# Герб Тернопільського району
Герб Терно́пільського райо́ну — офіційний символ Тернопільського району Тернопільської області, затверджений 30 листопада 2006 року рішенням N61 IV сесії районної ради V скликання.
Автор — Сергій Ткачов.

## Опис
Герб району — це щит у формі прямокутника з півколом в основі, перетятий червоним і чорним. У першій частині — дві обернених один до одного срібні зчеплені коси вістрями догори, увінчані срібним уширеним п'ятираменним хрестом — герб Прус II; у другій — золотий колос у стовп із сімома зернинами. 
Щит прикрашений декоративним золотим картушем (внизу — дата заснування району, «1966») та увінчаний золотою територіальною короною із зубцями із дубових, березових і грабових листків.
Прус II, або вовчі коси  — герб   польських магнатів графів Баворовських (пол. Baworowski hrabia), які впродовж кількох століть володіли великими маєтками і земельними наділами на території сучасного Тернопільського району. Дерева в короні району означають: дуб — Дубівці, Великі Гаї, береза — Велика Березовиця, граб — Грабовець.